# Mary Lanier
Mary Lanier, all'anagrafe Mary Bernadette Anderson (Mobile, 15 agosto 1912 – Ojai, 23 maggio 2002), è stata un'attrice statunitense.

## Carriera
Fu abbastanza quotata in campo teatrale anche se ebbe una carriera molto breve, infatti anche nel cinema fu interprete di soli due film: Ladies on Sweet Street e Hold Me, Thrill Me, Kiss Me.
È stata sposata due volte: la prima con Preston Paul Ladner, da cui ebbe l'attrice Diane Ladd; la seconda nel 1981 con Daniel Garey, non ebbero figli; il matrimonio durò fino a che la stessa Lanier non morì. 
Fu inoltre cugina per ragioni matrimoniali dello scrittore Tennessee Williams ed essendo anche la madre di Diane Ladd era di conseguenza la ex-suocera di Bruce Dern e la nonna di Laura Dern.